# The Sluice (East River of Pictou)
The Sluice – kanał wodny (sluice) w kanadyjskiej prowincji Nowa Szkocja, w hrabstwie Pictou, w dorzeczu East River of Pictou; nazwa urzędowo zatwierdzona 13 września 1974. Do The Sluice uchodzi strumień Bore Hole Brook.